# 宇文丘不勤
宇文丘不勤（？—？），宇文部首领，是前任首領宇文普撥之子。普撥死後，由其繼位。
293年，拓跋部鮮卑首領拓跋綽曾把自己的女兒嫁給丘不勤為妻。
丘不勤在位期間不詳，死後由其子宇文莫珪繼位。